# Колт Патерсон
Колт Патерсон (енгл. Colt Paterson), први масовно произведени револвер капислар на свету. Први револвер америчке компаније Колт, конструисан 1835. године.

## Историја

### Изум и патентирање
Конструктор првог успешног револвера на капислу био је  Американац Семјуел Колт (1814-1862) из Хартфорда у држави Конектикат. По популарној причи, дошао је на идеју да направи први револвер 1830, док је као морнар путовао за Индију на једрењаку Корко, када је видео бродски котур за подизање једара. Сам је направио дрвени модел пиштоља са хоризонтално постављеним ротирајућим цилиндром иза цеви,  у коме је било 5 цилиндричних лежишта за барут и куглу (барутних комора), која су се ротацијом цилиндра наизменично постављала на задњи отвор цеви. Опаљивање овог оружја вршило би се класичним табаном на капислу, као код свих тадашњих пиштоља и пушака, при чему би се каписле постављале на шупљу цевчицу на дну сваке барутне коморе, на задњој страни цилиндра, и активирале ударцем ороза. По повратку кући, Колт је ангажовао локалног пушкара из Хартфорда, Ансона Чејса, да направи први функционални прототип новог пиштоља. Међутим, овај модел се распао при првом тестирању, пошто је пламен са прве каписле прешао на суседне каписле, изазвавши ланчану експлозију неколико барутних комора у цилиндру истовремено. Увидевши своју грешку, Колт је додао преграде између лежишта за каписле (сисака или брадавица) на задњој страни цилиндра, како би их заштитио од паљења суседне каписле. Додао је и полулоптасти затварач иза цилиндра, како би заштитио стрелца од могуће експлозије или комадића каписле, и ангажовао је радионицу Џона Пирсона из Балтимора да направи нови прототип. Овај пут тестирање је било успешно, и Колт је патентирао свој револвер у Енглеској (децембра 1835) и САД (фебруара 1836 године).

### Серијска производња
Сакупивши потребна средства (око 230.000 тадашњих долара), Колт је 5. марта 1836. отворио своју прву фабрику оружја (енгл. Patent Arms Manufacturing Company) у Патерсону, у држави Њу Џерзи. Године 1837. нова фабрика је произвела свој први производ, мали џепни модел Патерсон револвера са пет метака (званично назван Патерсон револвер бр. 1). Нови пиштољ био је калибра 0,28 инча (7,1 мм), са преклопним окидачем, а његова осмоугаона цев је била доступна у дужинама од 1,75 - 4,75 инча (4,5-12 цм). Колтова фабрика је такође производила већи, тзв. појасни модел Патерсон револвер бр. 2 и Патерсон револвер бр. 3 са 5 метака калибра 0,31 инча (7,9 мм). Најпознатији од свих Колтових раних производа, међутим, био је коњички модел Патерсон револвер бр. 5, боље познат као Тексашки Патерсон. Произведен од 1838. до 1840. године, Тексашки Патерсон је био највећи од раних Колтових пиштоља. Имао је 5 метака калибра 0,36 инча (9,1 мм), а цев се могла наручити у дужинама од 4 до 12 инча (10-30 цм), у пракси најчешће 7,5-9 инча (19-23 цм). Тексас Патерсон, као и мањи пиштољи, био је опремљен преклопним окидачем који се спуштао за тренутну употребу при напињану ороза. Каснији пиштољи Патерсон су били опремљени полугом за пуњење на шаркама постављеном испод цеви (тзв. Колтов набијач) и удубљењем на десној страни затварача да би се олакшало стављање каписли.

### Популарност у Тексасу
Патерсон бр. 5 појавио се на тржишту тек две године након што је Тексас освојио независност од Мексика и током једног од највећих периода западне експанзије Сједињених Држава. Тексашани, пре свега чувени тексашки ренџери, брзо су препознали предности Колтовог великог пиштоља. Пре него што се Колт појавио, једини пиштољи који су били доступни на граници били су стари једнометни пиштољи на кремен и капислу, и мали број  пиштоља биберника. Ренџери, који су обично били бројно слабији у сусретима са непријатељским Индијанцима, Мексиканцима и разбојницима, ценили су додатну ватрену моћ Колтових пет хитаца. Носећи по два Колтова револвера, мале групе ренџера су откриле да могу да се одупру знатно већим противничким снагама наоружаним старијим оружјем. У рукама славних ренџера као што је био Џек Хејс, Патерсон број 5 је брзо стекао велику популарност у Тексасу и на граници.

### Недовољна потражња и стечај
На несрећу по Колта, продаја његових нових пиштоља није пратила њихову растућу репутацију. 1837. поднео је Патерсон број 5 војном комитету у Вест Појнту на процену за усвајање у америчкој војсци. Показујући конзервативизам који је карактерисао војно руководство, та комисија је одбила пиштољ из више предвидљивих разлога. Комитет је оценио да је Патерсон број 5 превише компликован (а самим тим и прескуп) и, што је најгоре, превише троши муницију са својим капацитетом од пет метака. Америчка војска је задржала једнометне пиштоље још 10 година пре него што је прихватила револвере за војну употребу. Очајан, Колт је лично однео неколико својих пиштоља и пушака на Флориду у покушају да импресионира трупе у рату са Семинолима. Иако је влади продао неколико пушака и неколико пиштоља појединим војницима, вратио се у Хартфорд без великог државног уговора који му је био потребан. Упркос мање куповине од стране морнарице Републике Тексас, цивилне продаје и приватне куповине појединих војника, Колт је успео да прода само око 1.000 Тексашких Патерсона. Продаја његових разних мањих модела била је још слабија, а до 1842. Колтова компанија је пала под стечај.
Следеће четири године Колт је провео у сталним парницама са својим бившим партнерима и акционарима. Током овог периода Џон Елерс, партнер у фирми, преузео дужност директора фабрике и надгледао монтажу и продају преосталих пиштоља после Колтовог одласка. Са своје стране, Семјуел Колт је био без новца и без фабрике.
Нови почетак за Семјуела Колта и његове револвере дао је Америчко-мексички рат (1846-1848) и велика наруџбина коњичких револвера од стране америчке војске 1847. године, која је довела до настанка револвера Колт Вокер и Колт Драгон.

## Карактеристике
Први Колтов револвер, калибра 9,7 мм, направљен је 1835. Добош овог револвера имао је 5 конусних лежишта (барутних комора) и пунио се спреда (шипком) полусједињеним мецима (фишецима) са барутом и куглом. Каписла се стављала на шупљу цевчицу (сисак или брадавица) на задњој страни добоша (по једна за сваку комору), кроз чију се шупљину преносила њена ватра на барутно пуњење у комори. Ороз се запињао руком, при чему се окретао и добош, а опаљивање се вршило притиском на обарач, који је ослобађао опругу ороза који је ударцем активирао капислу (идентично као код пушака капислара, с том разликом да је револвер имао 5 ротирајућих барутних комора у добошу, а пушке каписларе само једну). Брзина гађања била је мала, јер се ороз запињао ручно после сваког опаљења - био је то такозвани револвер са обарачем једноставног дејства.
Колтови револвери састојали су се из више делова, који су прављени серијски на машинама и потом састављани, што је био један од најранијих примера серијске производње. Прављење делова на машинама омогућавало је масовну производњу уз помоћ неквалификованих радника, док је састављањем руководио мали број мајстора. Овај систем знатно је смањивао трошкове производње, али су делови револвера морали бити чврсти и масивни, што је Колтове револвере чинило релативно јефтиним, али тешким.
Тело револвера састојало се из предњег (цев и део рама испред цилиндра) и задњег дела, повезаних попречним клином који је пролазио кроз прорез испод цеви (на предњем делу) и идентичан прорез на веома јакој осовини цилиндра (на задњем делу), и било је отворено изнад цилиндра. Иако је оваква структура донекле смањивала чврстину револвера, она је уједно омогућавала да се цеви праве одвојено и мењају у случају квара, као и да се на истом револверу користе цеви различите дужине, по потреби, што је веома олакшавало масовну производњу, пошто су се делови могли правити одвојено и комбиновати по жељи.

### Усавршавање
Први Колтови револвери имали су неке нетипичне карактеристикеː сви модели имали су преклопиви обарач, који је постајао видљив тек након напињања ороза. Самим тим, штитник за обарач није постојао. Рани модели морали су се раставити да би се добош напунио и ставиле каписле, при чему је осовина цилиндра (причвршћена на затварачу) служила као шипка за набијање. Каснији модели (после 1839. године) били су опремљени полугом са механизмом за набијање зрна испод цеви (тзв. Колтов набијач - повлачење полуге наниже потискивало је шипку у најнижу комору) и урезом за стављење каписли на затварачу са десне стране, па су се могли пунити без растављања револвера.

## Варијанте
Ови револвери могу се поделити у три типа, зависно од величине, калибра и наменеː џепни (енгл. pocket pistol, оригинално названи Револвер број 1) појасни (енгл. belt pistol, оригинално Револвер број 2-3) и коњички (енгл. holster pistol, оригинално Револвер број 5).

### Џепни модел број 1 (Беби Патерсон)
Џепни револвери били су мали и компактни, намењени за ношење у џепу капута ради самоодбране. Од 1837. до 1838. произведено је свега 500 комада. Дужина изолучене цеви варирала је од 2,5 до 4,75 инча (60-120 мм), а калибар је био 0,28 или 0,31 инча (7,1 или 7,9 мм), са добошем за 5 метака. Рани модели нису имали полугу за пуњење, али на некима је додата касније (1840-1841).

### Џепни модел број 2
Главна разлика у односу на модел 1 био је већи цилиндар, за 5 метака калибра 0,31 или 0,34 инча (7,9-8,6 мм). Од 1837. до 1840. укупно је произведено 800 комада, а на већини је накнадно додата полуга за пуњење.

### Појасни модел (Револвер број 3-4)
Појасни револвер (енгл. belt pistol) био је средње величине, намењен за ношење у футроли за појасом. Од 1838. до 1840. укупно је произведено 800 комада, калибра 0,31 или 0,34 инча (7,9-8,6 мм), а дужина цеви варирала је од 6 до 12 инча (152-305 мм). Већина примерака није имала полугу за пуњење.

### Коњички модел (Револвер број 5)
Коњички револвери били су масивно оружје намењено за ношење у футроли на седлу, калибра 0,36 инча (9,1 мм) и дужине цеви 4-12 инча (100-305 мм). У своје време били су познати као Тексашки Патерсон. Око 180 ових револвера испоручено је тексашким ренџерима и показали су се одлично у неколико мањих окршаја са Индијанцима. Били су претеча новог модела Колт Вокер, чија је производња почела 1847. године. Укупно је произведено и продато око 1.000 ових револвера.